# 氯化氰
氯化氰（Cyanogen chloride）是由氰與氯組成的無機化合物，容易凝結無色劇毒氣體。微甜，有剧毒，可溶于水、乙醇、乙醚等多数有机溶剂，溶于水后为弱酸性。
氯化氰由氰化钠和氯气反应得到。
NaCN+Cl2 =NaCl+CNCl

## 性质
受热易分解，接触水、水蒸气时易发生反应，甚至会发生剧烈的反应，同时会释放出剧毒和腐蚀性的烟雾氰化氢和盐酸。
燃烧生成氯化氢、氰化氢、氮氧化物。
可与氢氧化钠反应生成氰酸钠，与硫化钠反应生成硫氰酸钠硫氰酸钠，与氨或胺反应生成氨基氰，与醇类反应生成三聚氰酸。

## 安全
氯化氰是一種毒性很強的氣體，並曾一度提出用於化學戰。
它接觸眼睛或呼吸器官後能直接造成損傷。
暴露在氯化氰的症狀包括嗜睡、流涕、喉嚨痛、咳嗽、混亂、噁心、嘔吐、水腫、意識喪失、抽搐、癱瘓和死亡。
氯化氰是特別危險的，因為它能夠穿透防毒面具。

## 外部連結
- NIOSH Emergency Response Card
- eMedicine article （页面存档备份，存于）
- National Pollutant Inventory – Cyanide compounds fact sheet